# Hildegard von Gierke
Hildegard Gierke, ab 1911 von Gierke (* 30. September 1880 in Breslau; † 14. April 1966 in Osterode am Harz) war eine deutsche Sozialpädagogin.

## Leben und Wirken
Hildegard Valeska Magarete, genannt Hilga, war das jüngste von sechs Kindern des bekannten Rechtswissenschaftlers und -historikers Otto von Gierke und dessen Ehefrau Lili von Gierke, geb. Loening, die aus einer jüdischen Verlegerfamilie aus Frankfurt am Main stammte. Ihre sechs Jahre ältere Schwester ist die Sozialpädagogin Anna von Gierke, ihr 1875 geborener Bruder der Jurist Julius von Gierke und ihr 1877 geborener Bruder der Pathologe Edgar von Gierke. Ihr Cousin Hans von Gierke wurde 1939 von Deutschen ermordet. 
Nach Privatunterricht, dem Besuch einer Höheren Töchterschule arbeitete sie ehrenamtlich im Verein Jugendheim in Berlin-Charlottenburg. Von 1900 bis 1902 absolvierte sie die Ausbildung zur Kindergärtnerin am Kindergärtnerinnenseminar des Pestalozzi-Fröbel-Hauses in Berlin. Anschließend war Hildegard von Gierke in einem Berliner Kindergarten tätig und besuchte ergänzend noch einen Lehrerinnenkurs. Ab 1905 unterrichtete sie am Pestalozzi-Fröbel-Haus die zukünftigen Kindergärtnerinnen und leitete dort die Elementarklassen. In „dieser Funktion hatte sie entscheidend an der Neuordnung der Kindergärtnerinnenausbildung in Preußen mitgewirkt. Eine Folge davon war, daß 1912 in Preußen die ersten staatlichen Kindergärtnerinnenprüfungen durchgeführt wurden.“
Oktober 1914 bis Februar 1917 zeichnete sie als Leiterin der Freiwilligen Kriegshilfe in Berlin-Schöneberg verantwortlich. Anschließend leitete sie bis Kriegsende das Frauenreferat der Kriegsamtsstelle in Magdeburg und übernahm dann kurzfristig die Leitung der Abteilung Jugendschutz in Berlin-Schöneberg. In ihrer verantwortlichen Position setzte sie sich für eine Bereitstellung einer größeren Anzahl an Tageseinrichtungen ein, ebenso für eine Verbesserung ihrer Qualität, um den arbeitenden Müttern das Gefühl der Sicherheit zu geben, dass ihre Kinder gut versorgt sind:

„Vor allem muß in ganz anderem Maße für die Kinder der arbeitenden Frauen gesorgt werden. Nur dann können sie arbeitsfreudig und arbeitsfähig bleiben, wenn sie wissen, daß die Kinder während der vollen Arbeitszeit versorgt und liebevoll gepflegt sind. Also liegt ein starkes Interesse der Kriegsamtsstellen an der Kinderfürsorge vor. Sie muß sich den veränderten Verhältnissen anpassen und in hygienischer und erziehlicher Hinsicht in viel weiterem Maße jedem einzelnen Kind den durch das Fehlen der Mutter entstehenden Mangel zu ersetzen suchen wie im Frieden.“

Von 1919 bis 1921 war sie, in Nachfolge von Marie Baum, Dozentin und Leiterin der praktischen Ausbildung am Sozialpädagogischen Institut in Hamburg. Danach kehrte Hildegard von Gierke wieder an ihre alte Wirkungsstätte, das Pestalozzi-Fröbel-Haus als zweite Leiterin neben Lili Droescher zurück. Daneben engagierte sie sich noch in verantwortlicher Position in der Berliner Sektion der Berufsorganisation der Kindergärtnerinnen, Hortnerinnen und Jugendleiterinnen sowie im Deutschen Fröbelverband. Dabei wirkte sie bei der „Erstellung neuer Prüfungsverordnungen und Zulassungsvoraussetzungen für die verschiedenen sozialen Ausbildungsstätten mit… Als Ergebnis ihrer Bemühungen um eine Intensivierung der Ausbildungssituation wurde die Ausbildung der Hortnerin mit derjenigen der Kindergärtnerin vereinigt“. Des Weiteren war sie unter anderem seit 1925 Mitglied im Vorstand der Deutschen Akademie für soziale und pädagogische Frauenarbeit, seit 1928 Mitglied der Fachgruppe Soziale Arbeit des Bundes deutscher Frauenvereine, ferner übernahm sie 1932 noch das Amt der Vorsitzenden des Berliner Vereins für Volkserziehung, war Schriftführerin für den Bund der Berufsorganisation des sozialen Dienstes und unterrichtete für kurze Zeit an der Deutschen Gesundheitsfürsorgeschule in Berlin-Charlottenburg.
Als die Nationalsozialismus an die Macht kamen, musste sie alle ihre Ämter aufgeben. Hildegard von Gierke übersiedelte mit ihrer Freundin Gretel Magnus nach Osterode am Harz. Nach dem Zusammenbruch der NS-Diktatur baute Hildegard von Gierke, inzwischen 65 Jahre alt, eine Fachschule für Kindergärtnerinnen im Landheim Hundert Eichen (damals noch im Besitz des Pestalozzi-Fröbel-Hauses) auf, die sie bis 1950 leitete. Zu ihrem Bedauern wurde die Fachschule 1952 aufgelöst (u. a. mitbedingt durch Enteignung des Besitzes) und dafür ein Institut für Lehrerbildung errichtet.
Hildegard von Gierke starb 1966 im Alter von 85 Jahren in Osterode am Harz. Ihre letzte Ruhestätte fand sie neben ihren Eltern und ihrer Schwester Anna auf dem Berliner Kaiser-Wilhelm-Gedächtnis-Friedhof in Berlin-Westend.

## Werke (Auswahl)
- (mit Alice Davidsohn, geb. Kuczynski) Allerlei Papierarbeiten (= Lili Droescher [Hrsg.]: Kleine Beschäftigungsbücher für Kinderstube und Kindergarten. Heft 5). B. G. Teubner, Leipzig/Berlin 1910; OCLC 37118864; 6. Auflage (mit Alice Dorpalen-Kuczynski). B. G. Teubner, Leipzig 1926, DNB 579965910.
- Welche Forderungen ergeben sich für die Kleinkinderfürsorge aus der zunehmenden Erwerbstätigkeit der Frau? In: Deutscher Ausschuß für Kleinkindererziehung (Hrsg.): Kleinkinderfürsorge und Bevölkerungspolitik. Bericht über den vom Deutschen Ausschuß für Kleinkinderfürsorge vom 1.–11. Oktober 1917 zu Frankfurt a. M. veranstalteten 2. Lehrgang über Kleinkinderfürsorge. Englert & Schlosser, Frankfurt/Main 1918, OCLC 1068411992, S. 144–153.
- Die erzieherische Beeinflussung der Kinder in Krankenanstalten. In: Zeitschrift für das gesamte Krankenhauswesen. 1929, Heft 16, ISSN 0931-6825, S. 444–447.
- Die neue Prüfungsordnung. In: Kindergarten. 1930, Heft 5, ISSN 2629-0715, S. 63–67.
- Unser Elternhaus. 1960 (Privatdruck).
- (mit Luise Heinemann) Die Natur im Jahreslauf, beobachtet mit Kindern. Unter Mitwirkung von Isa Gruner. Zeichnungen: Esther Bartning, Bodo Meyner. 5. Auflage. O. Maier, Ravensburg 1961, DNB 451542584.